# Apamea alinea
Apamea alinea là một loài bướm đêm trong họ Noctuidae.